# أنطوان كارون
أنطوان كارون (بالفرنسية: Antoine Caron)‏ هو رسام فرنسي، ولد في 1521 في بوفيه في فرنسا، وتوفي في 1599 في باريس في فرنسا.

## معرض صور

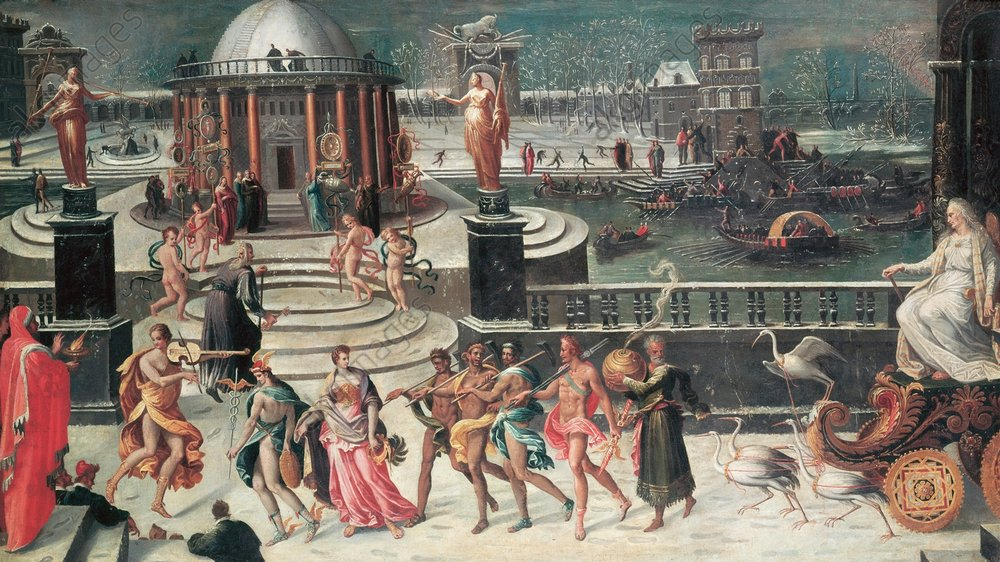
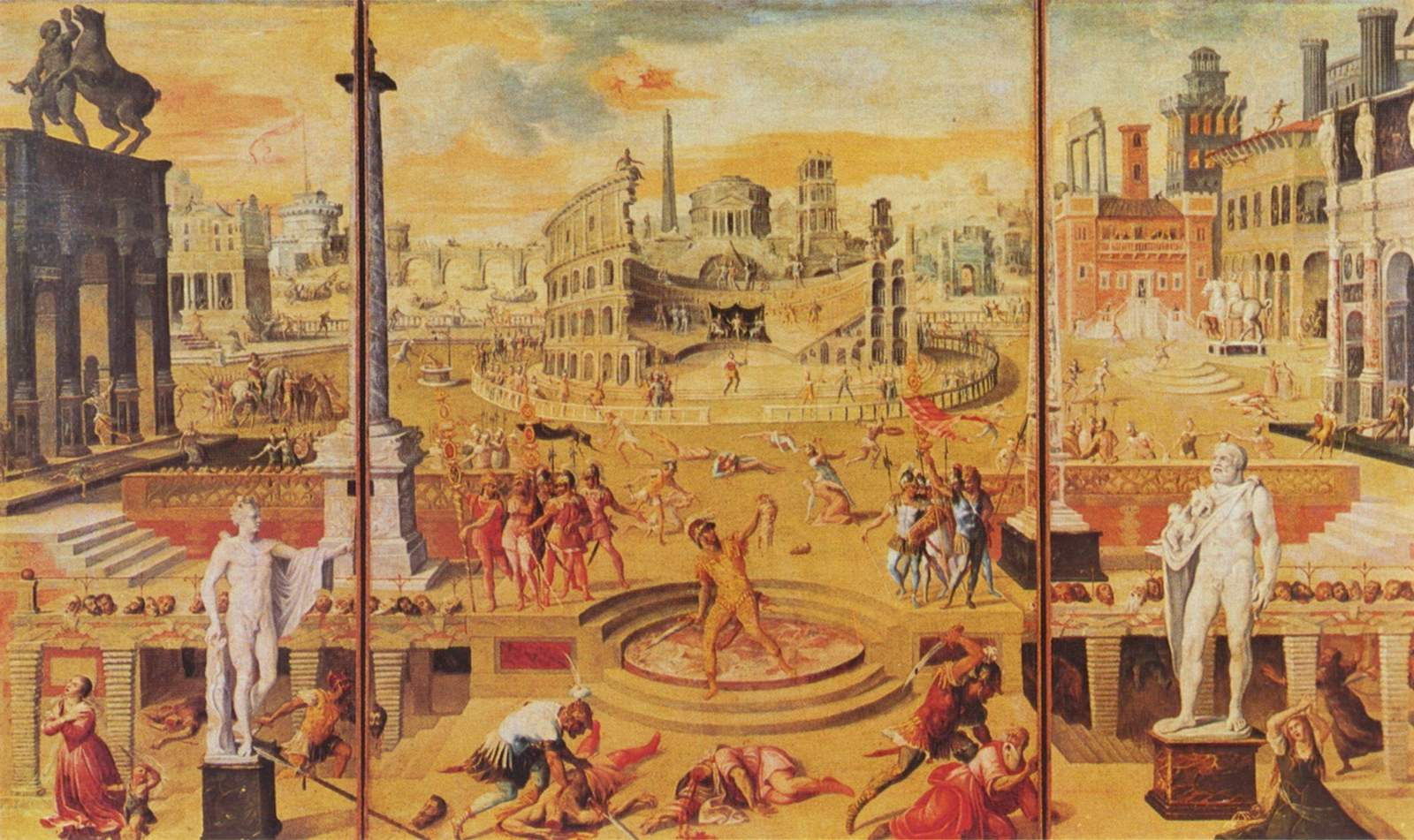
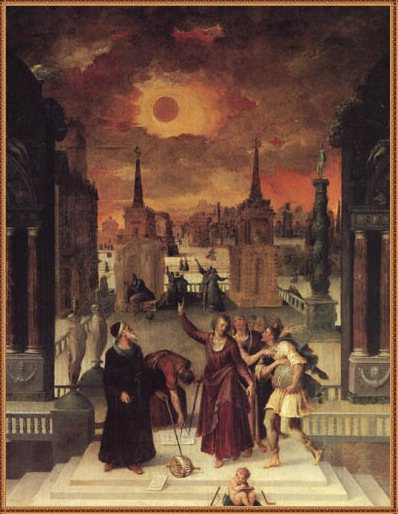
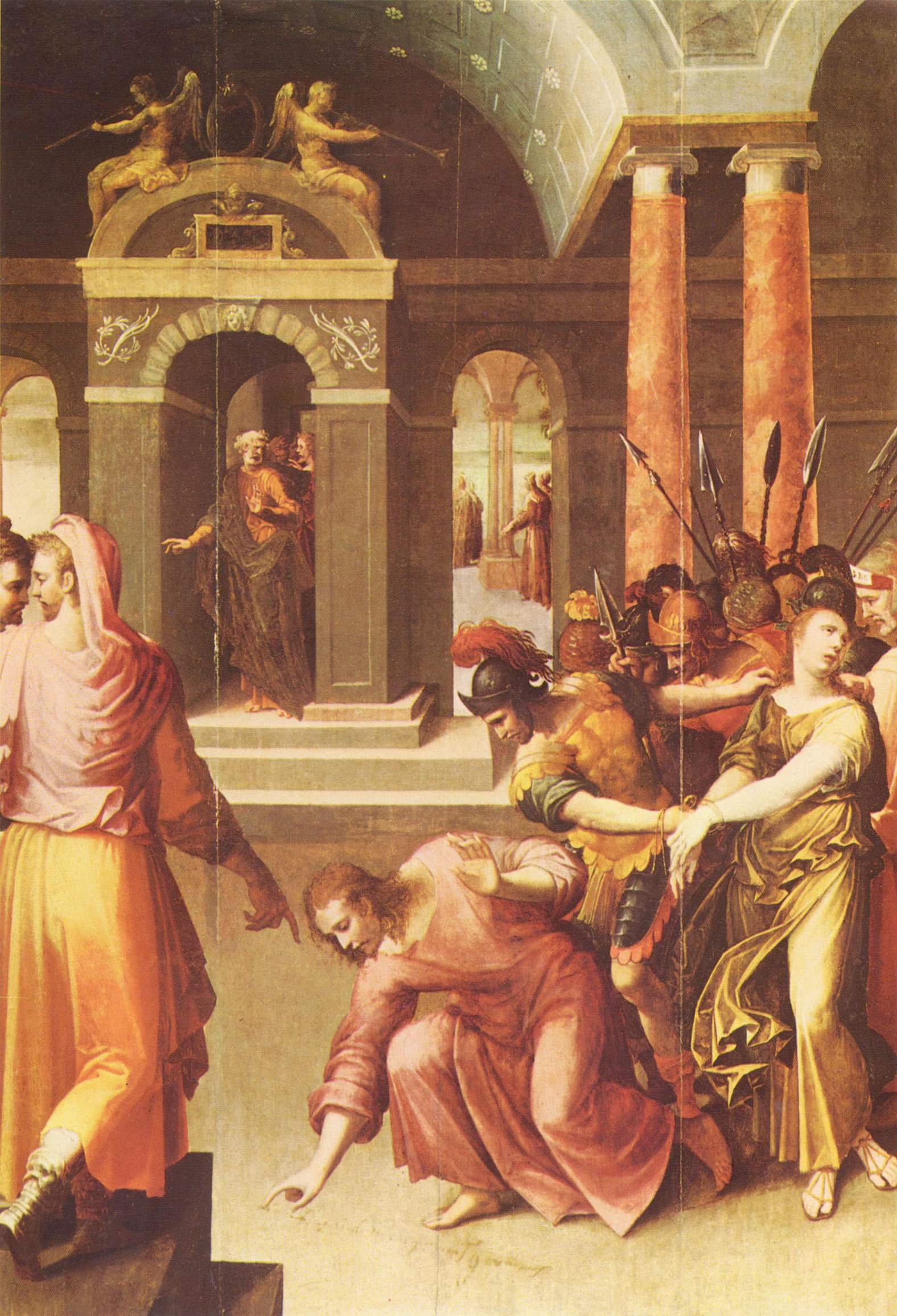

## وصلات خارجية
- أنطوان كارون على موقع الموسوعة البريطانية (الإنجليزية)